# Горохов, Иван Лаврентьевич
Ива́н Лавре́нтьевич Горо́хов (23 января 1863, деревня Бели, Можайский уезд, Московская губерния, Российская империя — 6 октября 1934, Можайск, Московская область, СССР) — русский художник-живописец, член Товарищества передвижных художественных выставок.

## Биография
Родился в деревне Бели в семье бывшего крепостного крестьянина. С ранних лет Ваню Горохова захватила страсть к рисованию. Подолгу бродил он по полям и лесам, вслушивался в щебетание птиц, любовался яркими красками леса. И этот сказочный мир, открывавшийся его детскому взору, полный цветов и красок, он старался, как мог изобразить на бумаге. Ваня мечтал серьёзно учиться живописи, однако его отец — крестьянин, работающий у местного помещика и, естественно, поддержать увлечение сына живописью не мог. Слух о одаренном крестьянском мальчике, быстро распространился по округе. Узнал о нём и местный помещик Владимир Карлович фон Мекк (сын Карла Фёдоровича фон Мекка, предводитель дворянства Можайского уезда). Владимир Карлович приобрел несколько рисунков юного художника и показал их гостившему у него великому пианисту Николаю Григорьевичу Рубинштейну. Рубинштейн, будучи человеком, хорошо разбирающимся в изобразительных искусствах, признал, что у мальчика несомненный талант, и что при должном обучении из него может получиться выдающийся живописец. Рубинштейн и фон Мекк предложили Ване поступить в Московское училище живописи, ваяния и зодчества, пообещав помощь в устройстве и финансовую поддержку на все время обучения.
В 1874 году Иван Лаврентьевич Горохов становится вольнослушателем МУЖВЗ, а с 1880 года — учеником. Учителями живописи у него были И. М. Прянишников и В. Е. Маковский. Общение с К. А. Коровиным, В. А. Серовым, И. И. Левитаном и другими художниками, помогло ему постичь глубину реалистического воплощения жизни.
В 1886 году И. Л. Горохов окончил училище с отличными результатами: ему присудили Большую серебряную медаль и две малых серебряных (большую золотую медаль присуждали тогда лишь в Петербургской академии художеств) и звание классного художника. Дипломной работой художника стала картина «Выздоравливающая», исполнения в лучших традициях позднего передвижничества. «Я взял самый простой жанровый сюжет, — напишет впоследствии Горохов в своих мемуарах, — около кровати с выздоравливающей девицей сидит на кресле другая девушка и читает ей книжку. Обстановка мещанская, с кошкой, вязаными салфеточками и прочим».
После окончания училища перед Иваном Лаврентьевичем встал выбор — продолжать обучение в Санкт-петербургской Императорской Академии художеств или сразу заняться живописью и преподаванием. Горохов решил посоветоваться об этом с К. Е. Маковским. «Я спросил его, между прочим, — напишет впоследствии Горохов, — стоит ли мне завершить своё образование в Академии художеств. На это он решительно возразил, что мне нет никакого смысла туда ехать, что я вполне сформировавшийся художник и поездка в Академию была бы для меня пустой тратой времени».
Мечты Горохова стать художником-профессионалом в Москве не осуществились. Крестьянский сын, не имевший значительной поддержки со стороны влиятельных лиц, не получал заказов. Скоро жить в Москве стало невозможно и он уезжает в родную деревню. Возвратившись из Москвы на родину, живописец целиком отдает себя творческой работе.
Но и в деревне жить и работать было нелегко. Не было настоящей мастерской. За красками и холстом приходилось ездить в Москву, дорого обходилась перевозка картин на выставки, к тому же надо было содержать семью. Первые годы самостоятельной творческой жизни художник постоянно находился в нужде. Как впоследствии напишет биограф Горохова (Н. Мусиенко): «Ивану Лаврентьевичу в смысле известности повезло гораздо меньше, чем многим его собратьям по искусству. Свои работы он, как правило, прямо с выставки или художественных аукционов продавал в частные коллекции, и теперь о судьбе большинства из них нет никаких сведений».
Невзирая на лишения и бедность, художник упорно ведёт большую творческую работу, регулярно участвуя во многих столичных и провинциальных выставках. Начиная с 1893 года И. Горохов становится экспонентом «Товарищества передвижных выставок».
Постепенно приходит долгожданное признание. На XXI выставке ТПХВ Горохов показывает картину «Крестьянские дети». «Мою картину, — вспомнит потом не без гордости Иван Лаврентьевич, — не только приняли, но и вскоре купили с выставки, и газетная критика отметила её как талантливую и выдающуюся по технике вещь. А издатель журнала „Нива“ А. Ф. Маркс письменно предложил мне 50 рублей и бесплатную высылку в течение года журнала со всеми приложениями за право её воспроизведения».
Картины И. Л. Горохова — это в основном небольшие жанровые полотна, посвященные деревенской жизни. Сюжеты их просты и незатейливы, а образы некоторых очень близки некрасовским. Подчас можно отметить и тематическое и идейно-художественное единство произведений Горохова и поэзии Н. А. Некрасова. Таковы картины: «3абытые крестцы», «Запил», «В избе», «Дети в школе», «Швея», «В кузнице», «Ледовозы», «Гибель родного гнезда», «Сорванцы. Набедокурили», «Гнездышко», «У постели больного мужа», «По миру» и др.
Также кисти художника принадлежат мастерские картины с видами старого Можайска, куда художник переехал в 1897 году, после пожара. Некоторые улицы, здания города, ныне не сохранившиеся, мы можем увидеть только у Горохова. Это и полностью снесенный в 1960-х годах соляной магазин — одно из первых каменных зданий в Можайске, и Троицкая церковь, разрушенная гитлеровцами во время Великой Отечественной войны, и торговые ряды, значительно перестроенные в 2003—2004 годах. Особенно любил Иван Лаврентьевич писать можайские базары на торговой площади. Это наиболее оптимистичные работы художника. В неглубоком пространстве, ограниченном торговыми рядами, на прилавках и земле, в корзинах и ведрах — горы румяных яблок. Возле этого богатства, которое подарила природа, у прилавков нарядно одетые горожане. Ликует синева неба. Тонкая гармония красного, голубого, зеленого цветов создает впечатление приподнятости, оживления.

И. Л. Горохов с выпускниками художественного класса Можайского реального училища. 1919 год.

Кроме художественной деятельности И. Л. Горохов занимался преподаванием — с 1905 по 1930 год вел художественный класс в Можайском реальном училище.
После Октябрьской революции Горохов осваивает жанр социалистического реализма — пишет портреты В.И. Ленина, А. В. Луначарского, картины на тему гражданской войны и строительства нового общества. Большая часть этих полотен не сохранилась — их уничтожили немецко-фашистские захватчики, оккупировавшие Можайск и район в 1941—1942 годах, лишь благодаря стараниям членов семьи художника удалось эвакуировать около двух десятков картин, и они находятся сейчас в доме потомков Ивана Лаврентьевича на улице Герцена в Можайске.
Скончался Иван Лаврентьевич Горохов 6 октября 1934 года в Можайске. Похоронен там же.

## Художественное наследие И. Л. Горохова
За свою жизнь И. Л. Горохов создал около 600 произведений — картин, рисунков, этюдов.
Картины И. Л. Горохова стоят в одном ряду с полотнами таких мастеров крестьянского жанра, как В. М. Максимов, Н. К. Пимоненко, К. В. Лемох. Картины Ивана Лаврентьевича покупали многие известные собиратели искусства второй половины XIX — начала XX веков, в том числе члены российской императорской семьи: императрица Александра Федоровна и великий князь Константин Константинович Романов. Большинство живописных произведений Горохова в настоящее время находятся в собраниях частных российских коллекционеров (а также коллекционеров стран СНГ, Голландии, Швеции, Египта, США и др.) Также живопись Л. И. Горохова представлена в Третьяковской галерее (картина «Швея» была приобретена лично П. М. Третьяковым), Русском музее Санкт-Петербурга, Дальневосточном художественном музее (Хабаровск), Днепропетровском ГХМ, Картинной галерее города Можайск, Переславль-Залесском художественном музее, мемориальном музее-усадьбе Н. А. Некрасова «Карабиха» (под Ярославлем), художественных музеях других городов России и СНГ. Сын И. Л. Горохова — Иван Иванович и внук Игорь Иванович Гороховы также стали известными живописцами.

## Память
Улица Художников Гороховых в деревне Кукарино, пригороде города Можайска.

## Галерея

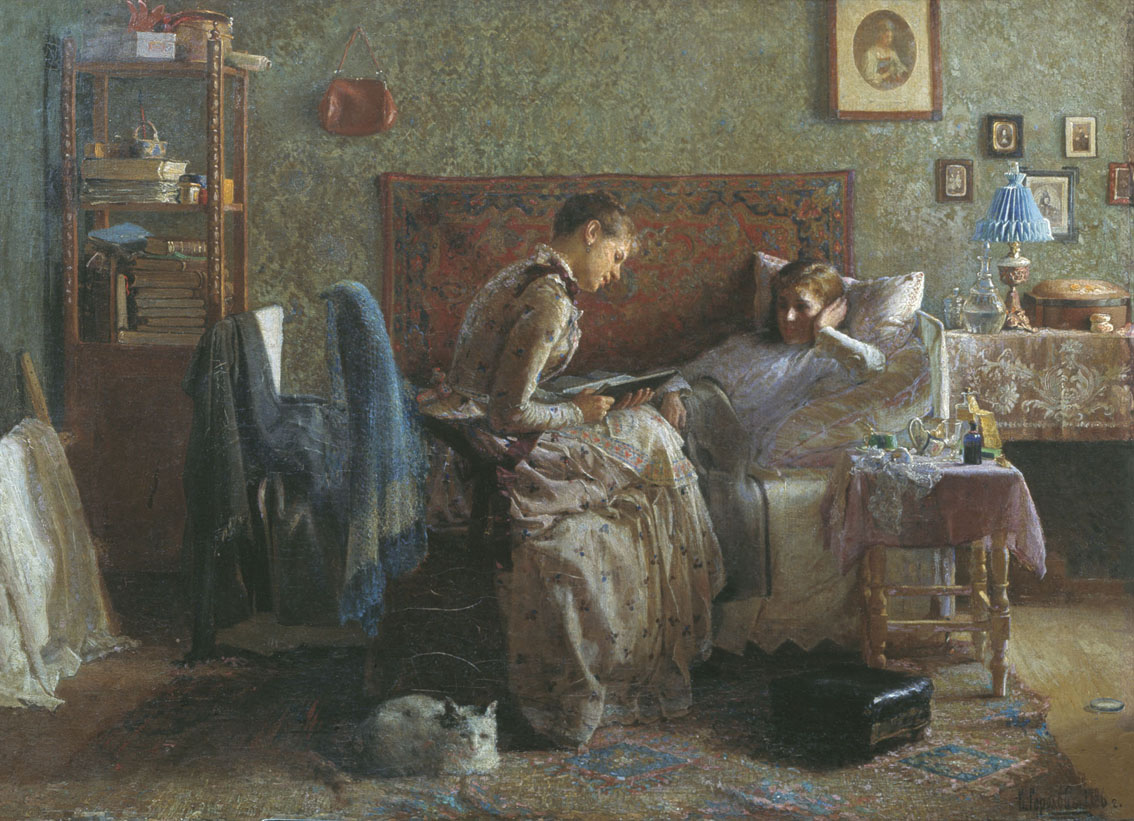
У постели выздоравливающего.
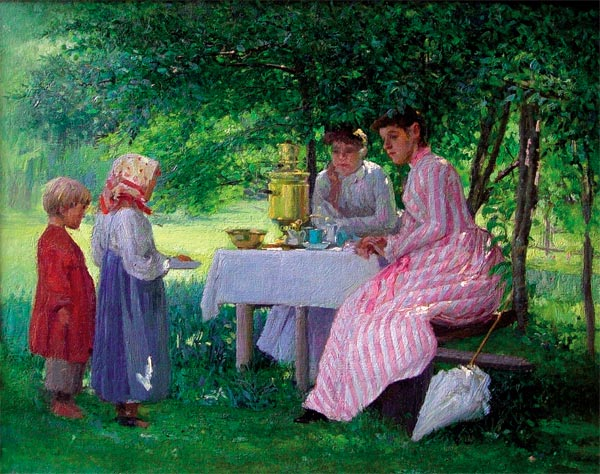
Купите ягоды, 1890, Художественная галерея города Можайск.
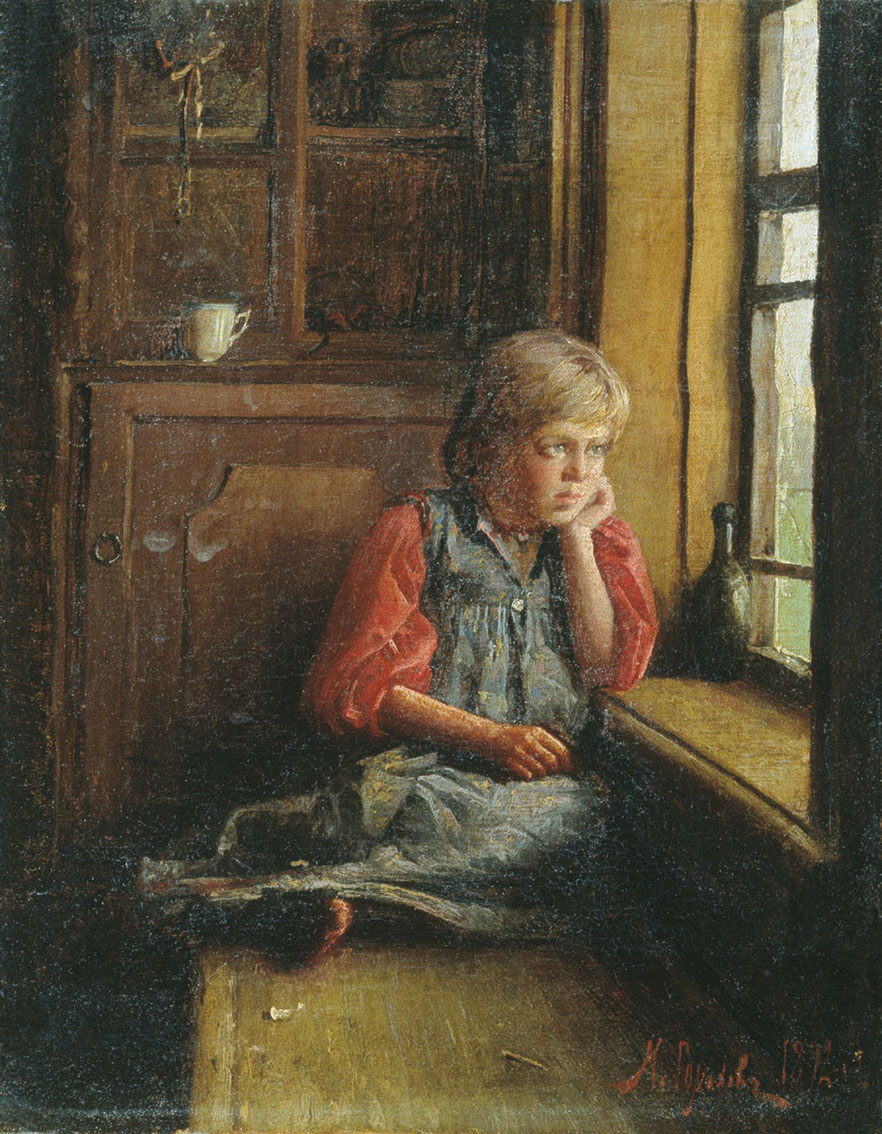
Портрет девочки, 1892, Музей изобразительных искусств, Комсомольск-на-Амуре, Хабаровский край
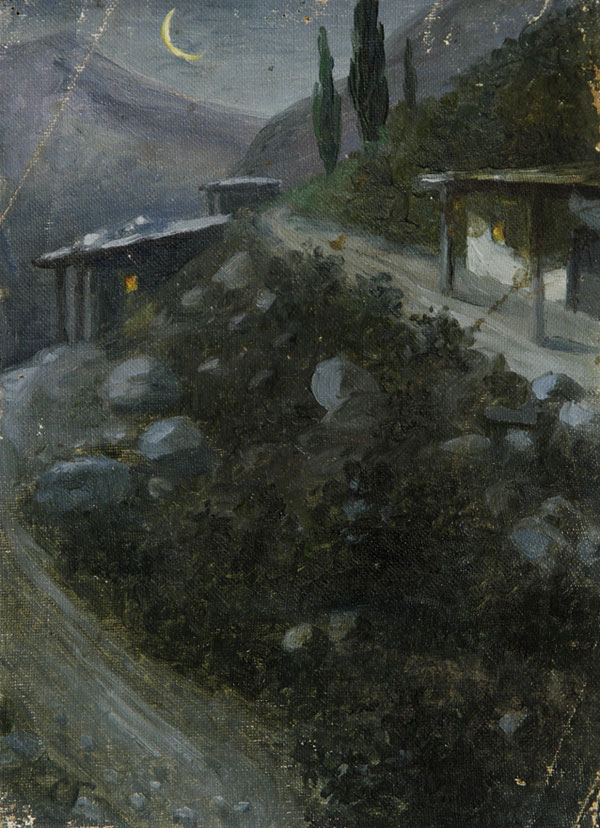
Ночь, Начало XX века, частная коллекция.
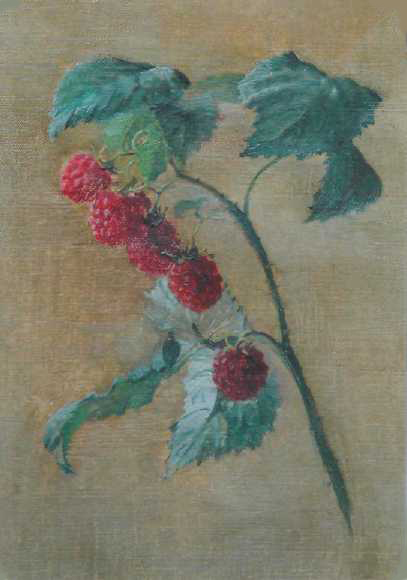
Малина, рисунок, 1901.
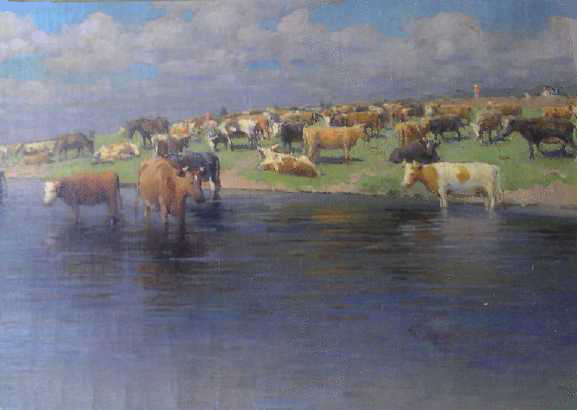
Стадо, пейзаж, 1911.
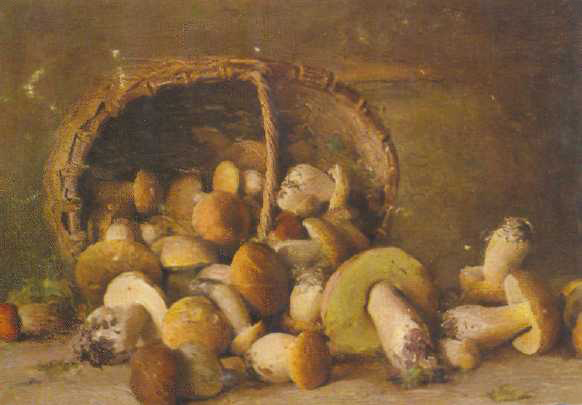
Грибы, натюрморт, 1912.
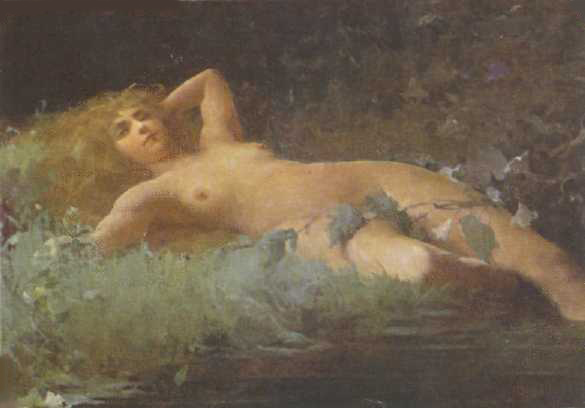
Русалка, 1912.
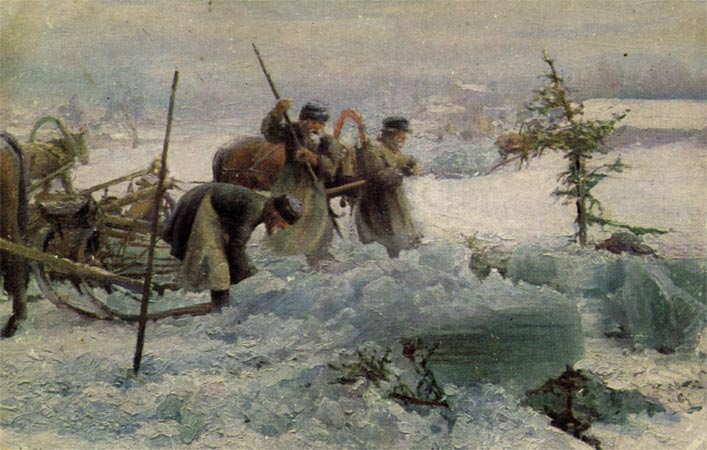
Ледовозы, 1912.
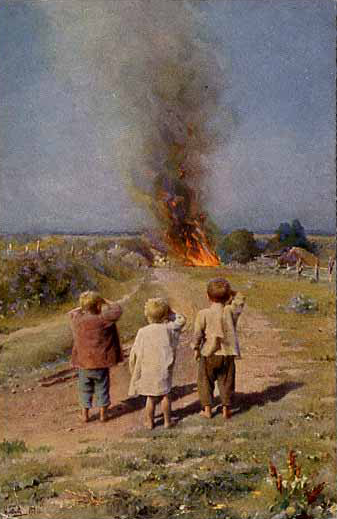
Сорванцы. Набедокурили, 1912.
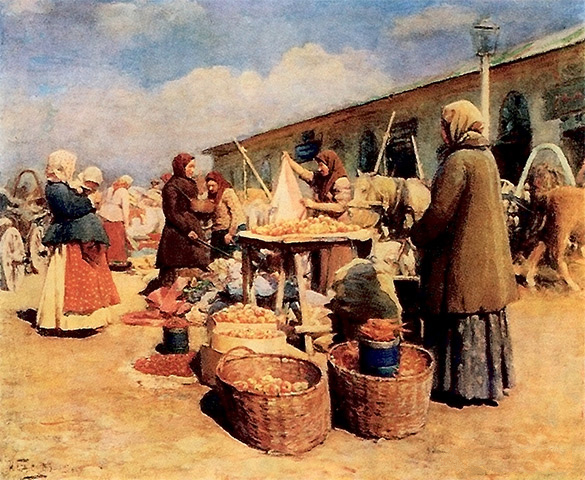
Яблочный базар в Можайске, 1913, частная коллекция.
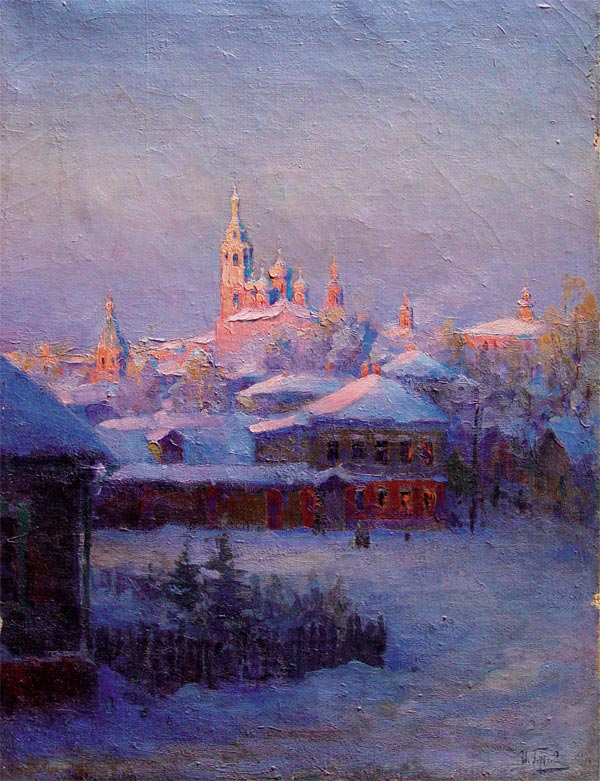
Закат. Троицкая церковь, 1917, Художественная галерея города Можайск.
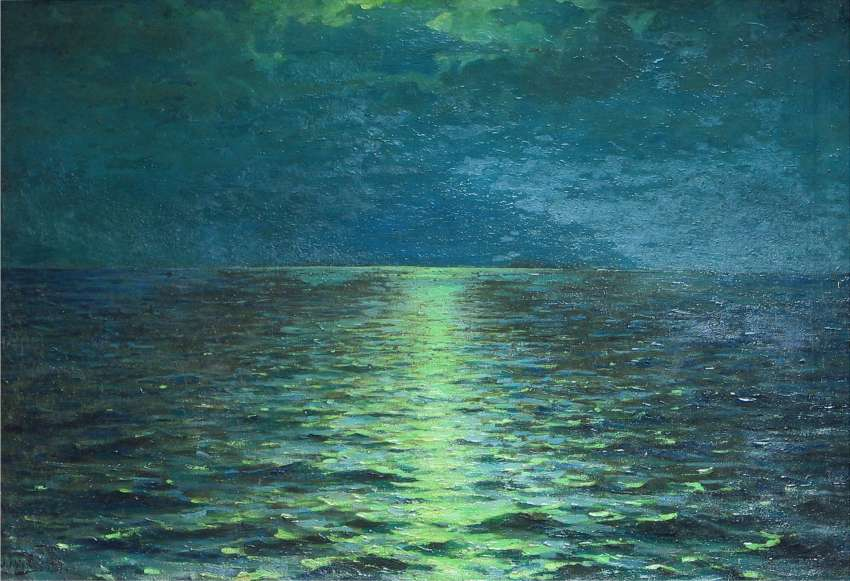
Лунная дорожка, 1924, частная коллекция.
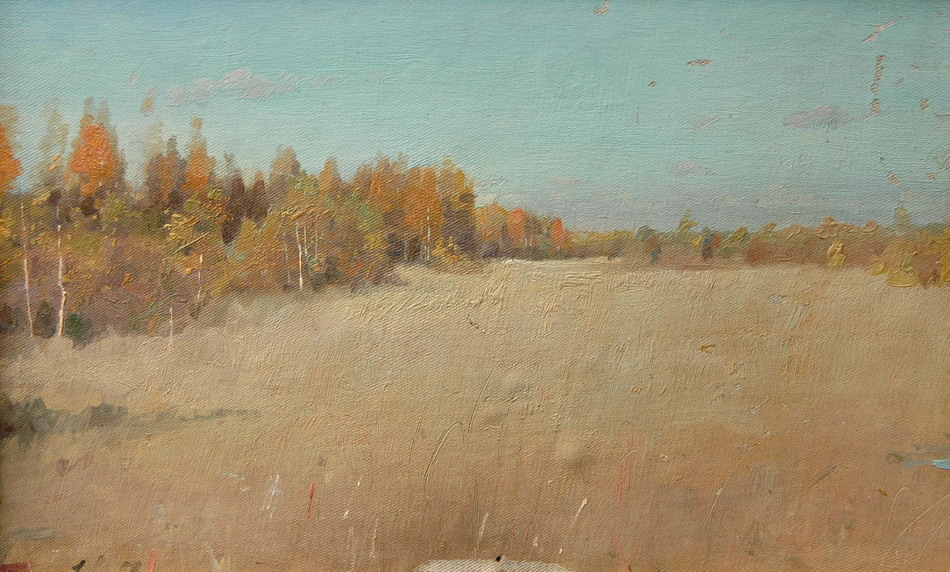
Золотая осень, частная коллекция.
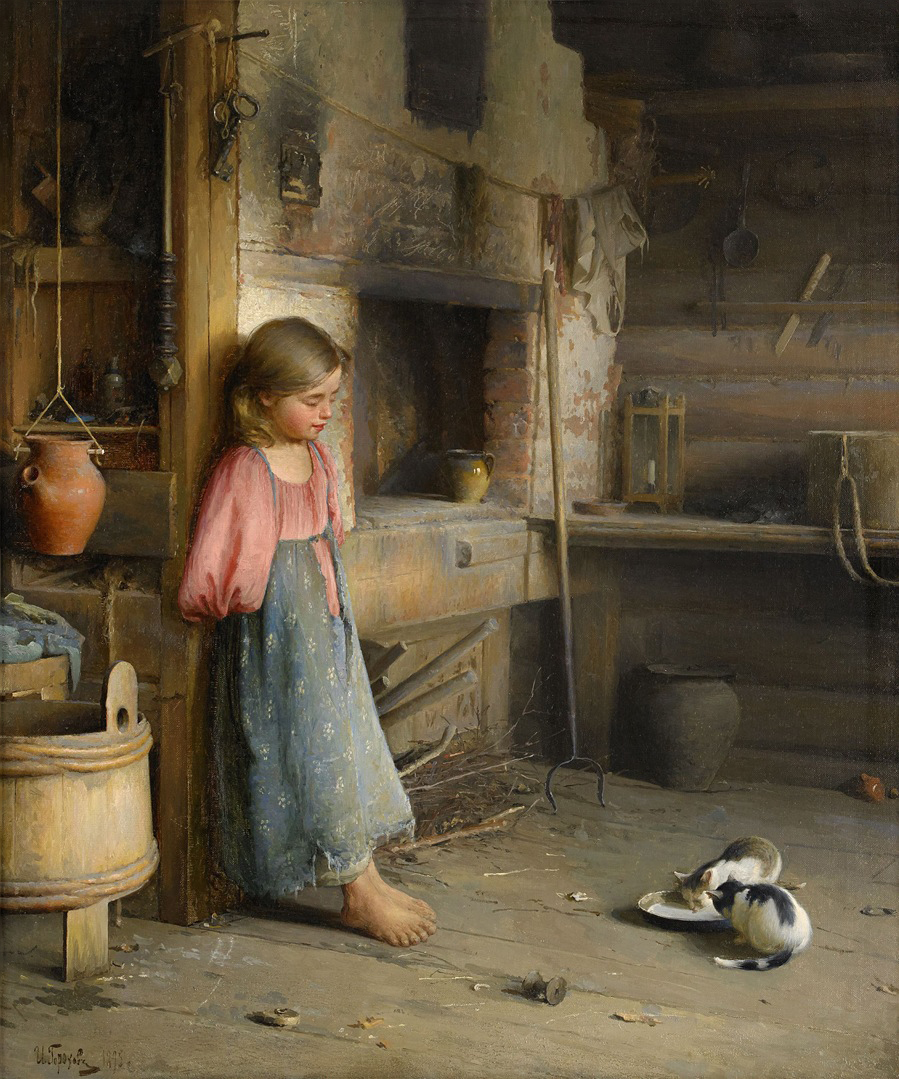
Девочка с котятами.